# Robert Mercer
Robert Leroy Mercer (* 11. července 1946 Santa Clara) je americký počítačový expert. Zabýval se vývojem umělé inteligence a je představitelem hedge fondu Renaissance Technologies, který patří mezi nejvýkonnější hedge-fondy v USA. Jako brilantní počítačový expert pomohl přeměnit finanční průmysl prostřednictvím tradingových algoritmů. Je označován za podnikatele, který má velký vliv na politické události, měl sehrát klíčovou roli v Brexit-kampani a byl jedním z největších finančních donátorů Donalda Trumpa v rámci jeho prezidentské kampaně v roce 2016.

## Curriculum vitae
Mercer strávil dětství v Novém Mexiku. Již od počátku se zajímal o počítače a v této oblasti získal bakalářský titul ve fyzice a matematice na Univerzitě v Novém Mexiku. Získal také titul Ph.D v obl. počítačových věd na Univerzite Illinois at Urbana-Champaign v roce 1972.
Mercer je náruživým hráčem pokeru a konzervativním zastáncem křesťanských zásad. Je také nadšencem do zbraní a popíračem klimatických změn, muž který pohrdá politickým establishmentem pro jeho korupci a neschopnost. Zdá se, že vliv rodiny se zvýšil po roce 2010 po tzv. verdiktu Citizens United v Federal Election Comission (občané USA versus Federální volební komise), kdy Nejvyšší soud USA odstranil limity pro dary politikům od korporací a jednotlivců. 

## Aktivity
V roce 2011 se Mercer se seznámil s Andrewem Breitbartem, zakladatelem Breitbart News, který ho seznámil s myšlenkou vybudovat mediální impérium, které povede informační válku proti mainstreamovému tisku a který dá hlas většině, která mlčí. Seznámil se s Stephenem Bannonem a na jeho návrh investoval 10 mil. USD do tehdy málo známého média Breitbart News. Bannon stává členem představenstva této společnosti a po nečekané smrti Breitbarta v roce 2012 přebírá i jeho vedení.
Zhruba v r. 2011 Mercerovi začali navštěvovat semináře bratrů Kochových (Charles a David), jejichž politické organizaci věnovali miliony USD.

### Prezidentská kampaň v USA 2016
Zpočátku finančně podporoval republikánského kandidáta na prezidenta 2016 Teda Cruze, ale poté co Cruz vypadl, přesunul svou finanční podporu na Donalda Trumpa.

## Kontroverzity

### Brexit, Cambridge Analytica, AggregatelQ
Mercer byl hlavním akcionářem společnosti Cambridge Analytica (CA). Dle informací Observer, jsou k dispozici dokumenty, které vytvářejí spojení mezi dvěma analytickými firmami, které byly vybrány ke dvěma různým kampaním se společným jmenovatelem Brexitu, a sice mezi AggregateIQ (společnosti registrované v Britské Kolumbii) – kampaň Vote Leave a Cambridge Analytica – kampaň Leave.EU, a to i přesto, že dle "informací na první pohled" se k sobě chovaly jako nepřátelské firmy. Obě společnosti se zaměřovaly na různé vrstvy obyvatelstva, jedna na pracující třídu a druhá na střední třídu. Obě naznačují spojitost s R. Mercerem. Dle dalších zdrojů AggregateIQ spolupracovala v průběhu období 2013 – 2016 s mateřskou společností CA tj SCL, ale ne s CA. SCL označoval AggregatelQ za svou kanadskou pobočku. CA a AggregatelQ vydaly prohlášení, ve kterých uvádí, že společně nesdílela data uživatelů na Facebooku.

### Využívání off-shore oblastí
Informace o legálním využívání bankovních účtů v off-shore oblastech, kde jak vyplývá z Panama Papers byl Mercer ředitelem osmi společností zaregistrovaných na Bermudách, prostřednictvím kterých snižuje daňovou zátěž svých firem.

### Antimuslimská kampaň, rasismus
V rámci prezidentské kampaně Donalda Trumpa v roce 2016 měl údajně Mercer podporovat finančně skupinu na internetu, která cíleně propagovala antimuslimské reklamy na Facebooku a na Google. Robert Mercer, jehož rodina údajně darovala republikánským kandidátům od roku 2010 částku 36,6 milionu dolarů, údajně poskytla peníze společnosti Secure America Now, organizaci, která vytvořila několik videoreklam zjevně navržených k propagaci antimuslimského sentimentu. Bloomberg informoval, že reklamy, které si objednala organizace Secure America Now vyrobila Harris Media, firma zaměřena na digitální reklamu se sídlem v Austinu. 
V listopadu 2017 Mercer napsal svým spolupracovníkům v Renaissance, že koluje mnoho nepravdivých informací a že se distancuje jmenovitě od rasismu a dalších forem diskriminace. Mercer označil Civil Rights Act z roku 1964, které odstranil dělení ras v USA za "velkou chybu" a zasadil se pro zvolení Jeffa Sessionse do funkce ministra spravedlnosti.

### Popírání klimatických změn
Mercerova rodinná nadace vydala v období mezi roky 2003-2010 nejméně $3,824,000 skupinám, které popírají změny klimatu. Tyto peníze směřovaly např. následujícím organizacím: The Heartland Institute, Manhattan Institute, Media Research Center, and Oregon Institute of Science and Medicine (OISM). 

## Zamyšlení
Mercer řekl (2.11.2017): "Věřím, že lidé jsou nejšťastnější a nejvíce naplněni, když si tvoří své vlastní názory, přebírají si odpovědnost za své vlastní akce a utrácejí plody své vlastní práce, jak uznají za vhodné."
Dlouholetý vedoucí pracovní Renaissance David Magerman se několikrát veřejně a kriticky vyjadřoval o politických názorech a akcích Mercera. V komentáři pro Philadelphia Inquirer napsal Magerman, že Mercer má díky svému vlivu podíl na Trumpově prezidentství. Po 20 letech u firmy byl Magerman v dubnu 2017 propuštěn. Novinářka Jane Mayer (The New Yorker) popsala jeden z názorů Mercera v tom smyslu, že hodnotu člověka měří Mercier jen podle jeho příjmu a příjemci sociálních dávek mají negativní hodnotu. Společnost se staví na hlavu, pokud slabým pomáhá a silné oslabuje zvyšováním daní.
Ve vztahu ke státu je zastáncem názoru, že vliv státu se má redukovat na minimum.